# 銅クラッドアルミ線

さまざまなゲージの銅クラッドアルミ線

銅クラッドアルミ線,銅被覆アルミ線(英ːCopper-clad aluminium wire (CCAW or CCA) )とは、 内側のアルミニウム芯線と外側の銅クラッドで構成される導線である。

## 製造
銅ストリップをアルミニウムの芯に巻き付けながら円筒形に成形し、銅ストリップの端を溶接する。  次に、アセンブリをダイに通して引き抜き、そこでクラッド ワイヤを絞り、引き伸ばしながら(伸線加工)、銅とアルミニウム芯線間の接合を改善する。

## 用途
軽量化が求められる用途に用いられる。例えば、ヘッドフォンやポータブルスピーカーのボイスコイルなどの高品質コイルに使われる。 RF アンテナやケーブル テレビ配線ケーブルなどの高周波同軸ケーブルにも用いられる。
低コストが求められる用途にも向いている。銅クラッドアルミ線は建物の電気配線にも用いられる。銅/アルミニウム構造は、アルミニウム線の問題のいくつかを回避しながら、コスト上の利点をほとんど維持することができる。銅含有量が低いため、銅泥棒にとって魅力的でない。

### 悪用
銅クラッドアルミ線は、銅線より安価なためしばしば偽造販売される。
例えば、偽造されたシールドなしツイストペア ネットワーク ケーブルに使われている。これらのケーブルは、多くの場合、完全銅ケーブルよりも安価だが、カテゴリー6 などの公式仕様では、導体が純銅であることが要求されている。これにより、偽の認証を行ったケーブルの製造業者や設置業者が法的責任にさらされることになった。

## 利点
- 安価（純銅線と比べて）
- 軽量（純銅線と比べて）
- 高い導電性（純アルミ線と比べて）　時に純銅線より高いこともある（後述）
- 高い強度
- 高い接合性、施工性(純アルミ線と比べて)

## 欠点
- 知らない顧客に偽造銅線として簡単に販売される
- 純銅線よりも機械疲労破壊が起こりやすい
- 短絡などの重大な過電流が発生した場合、純銅よりもはるかに熱くなるが、適切なヒューズまたはブレーカーを備えた規格に準拠した設置の場合は問題ない。

## 表皮効果
表皮効果により、導線の外周に電流が集中する。外周の導電性が優れていると、表皮効果が大きくなる高周波において、導線の抵抗が純銅線の抵抗に近づく。裸のアルミニウムよりも導電率が向上したため、銅被覆アルミニウム線は無線周波数での使用に適している。
表皮効果は、多くの同軸ケーブルの中心導体などの銅被覆鋼線でも同様に利用されていて、高い強度と導電率が要求される高周波給電線に一般的に使用されている。

### 銅線より高い導電性を示すケース
直流と非常に高い周波数では導電性に劣るが、その間の周波数では同一形状の銅線より高い導電性を示すことがある。
直径 20 mm のボビンに直径 0.4 mm の銅線と5 %銅クラッドアルミ線を 14 本束ねて80 ターン巻回したコイルの高周波抵抗の測定実験では、15 ～ 350 kHz の範囲で 銅クラッドアルミ線は銅線を上回る導電性を示した。
銅クラッドアルミ線は 芯材の導電率が低く銅線よりも磁界が内部に侵入するため、磁界変化が小さくなり、結果渦電流損失密度が低下する。
ただし、周波数が非常に高くなれば、渦電流損失密度は大差なくなり、再び純銅線が導電性で上回る。